# スタートアップ: 夢の扉
『スタートアップ: 夢の扉』（スタートアップ: ゆめのとびら、朝: 스타트업）は、韓国tvNにて2020年10月17日から2020年12月6日まで放送されたテレビドラマ。日本では現在Netflixで配信されている。

## あらすじ
韓国のシリコンバレーであるサンドボックスで成功を夢見ながらスタートアップに飛び入った若者たちの始まり（START）と成長（UP）を描くドラマ。

### プロローグ
ハットグ店を経営するチェ・ウォンドクの息子ソ・チョンミョンは起業を夢見て脱サラしたが、これに愛想を尽かした妻チャ・アヒョンと離婚することになる。2人の娘のうち姉のインジェは母親に、妹のダルミは父親についていくことを選び、離れ離れとなった。
養護施設出身で天涯孤独の少年ハン・ジピョンはウォンドクの厚意で彼女の元に身を寄せる。孫娘ダルミが寂しい思いをしていることを案じたウォンドクは、ジピョンにダルミの文通相手になってくれないかと頼む。2人は側にあった新聞に載っていた数学オリンピックで優勝した少年ナム・ドサンの名前を拝借し、ダルミに手紙を送る。
2人が文通を重ねてしばらく経った頃、投資家の前でのプレゼンに成功し起業が軌道に乗り始めたチョンミョンであったが、道中で遭った自動車事故による怪我で亡くなってしまう。そのちょうど同じ日、ジピョンは世話になったウォンドクの元を離れ、就学のためソウルへ旅立った。

### 再会
それから数年が経ち、ダルミはフリーターをしながらウォンドクと暮らしている。一方で姉のインジェ（ウォン・インジェ）は母の再婚相手ウォン・ドゥジョンの支援を受けて起業し、スタートアップ企業「ネイチャーモーニング」の代表となっていた。ジピョンは元々備わっていた投資の才覚を発揮し、SHベンチャーキャピタルに所属するエンジェル投資家として名を馳せていた。3人はSHベンチャーキャピタルが運営するスタートアップ支援施設「サンドボックス」で開かれたインジェの公演会でそれぞれに再会する。
ダルミはインジェに挑発されてつい見栄を張り、文通相手のナム・ドサンと共に起業を考えており、インジェが出るスタートアップの交流会にドサンと共に出席すると口走ってしまう。かつての数学オリンピック少年である本物のナム・ドサンはエンジニアとなり、友人のキム・ヨンサン、イ・チョルサンと共にスタートアップ「サムサンテック」を創業していた。ダルミは嘘を現実にするためドサンの消息を探り、文通相手の真相を明かすわけにはいかないウォンドクはジピョンに依頼して本物のドサンと接触を図る。
対面を果たしたドサンと共に起業する決意を固めたダルミ、ダルミに惚れ込み本当に協力関係を結ぶことにしたドサン、義父ドゥジョンの家族経営戦略によりネイチャーモーニングの代表職を追われたインジェは、それぞれにスタートアップを志す起業家としてサンドボックスに入居することになる。ダルミとドサンの関係に気が気ではないジピョンもサンドボックスのメンターに立候補し、サンドボックスを舞台とする若手起業家たちの人間模様が動き出した。

### サンドボックスにて
ダルミとドサンらにデザイナーのチョン・サハを加えた新生サムサンテックは、サムサンテックが元々持っていたコンピュータビジョンの技術を応用し、視覚障害者のための支援アプリ「ヌンギル」の開発に取り組む。ダルミの祖母ウォンドクは病気のため次第に視力を失いつつあり、アプリの開発はウォンドクのためでもあった。一方インジェが双子の開発者シン・ヒョン、シン・ジョン兄妹らと共に起業したインジェカンパニーも画像認識技術の開発に取り組み、投資支援の獲得などを巡って争うことになる。文通相手「ナム・ドサン」の真実がダルミに知られてしまいダルミ・ジピョン・ドサンの三角関係が変化するなど紆余曲折ありつつも、「ヌンギル」は一定の成功を収め、これに目をつけたグローバル企業2STOからサムサンテック買収の話が持ち上がる。しかしこれはエンジニアチームの技術力のみを狙ったアクハイヤー（人材獲得を目的とする企業買収）であり、買収成立後ダルミとサハはサムサンテックから解雇されてしまう。
ドサン・ヨンサン・チョルサンは2STOとの契約のためアメリカに渡ることになった。残されたダルミはインジェカンパニーの求人面接を受け、インジェカンパニーCOOに就任する。さらに業績が向上したインジェカンパニーは姉妹の実父から名をとった分社「チョンミョンカンパニー」を設立し、ダルミがCEOに就任した。

### 自動運転技術を巡って
3年後、チョンミョンカンパニーはインジェカンパニーの画像認識技術を応用した自動運転技術の開発に取り組んでいた。ある日、チョンミョンカンパニーのコンピュータがランサムウェアに感染する事件が起きる。そこに2STOとの契約が満了し韓国に帰国したドサン・ヨンサン・チョルサンが現れ、ランサムウェアの除去に成功する。3人は、事件をきっかけにインジェカンパニーを離れたシン兄妹の代わりにチョンミョンカンパニーに合流することを決めた。一方インジェの義父ドゥジョンと息子のウォン・サンスが経営するモーニングAIはシン兄妹を採用して自動運転技術に参入し、チョンミョンカンパニーのライバル企業となった。
チョンミョンカンパニーとモーニングAIはソンジュ市が進めるスマートシティ事業の自動運転部門の入札で争うことになる。審査が行われる中、ランサムウェア事件の犯人が、サンスの指示を受けたシン兄妹であったことが発覚する。最終審査を経て、事業入札は無事チョンミョンカンパニーが獲得した。インジェはドゥジョンと決別し、母アヒョンの離婚もありソ姓に戻った。やがてダルミはドサンと結婚する。CEOダルミ、CTOドサン、インジェカンパニーCEOインジェらによるチョンミョンカンパニーは、エンジェル投資家ハン・ジピョンの支援を受けながら更なる発展を遂げるのであった。

## 登場人物

### 主要人物
ソ・ダルミ
演 - ペ・スジ（子役：ホ・ジョンウン）、日本語吹替 - 山村響（子役：黒木彩加）
主人公。両親が離婚した際は父チョンミョンの元に残り、チョンミョンが亡くなった後は祖母ウォンドクと暮らしている。
高卒で正社員になれずたくさんのアルバイトを経験し、英語・日本語・朝鮮語・中国語を身につけた。早くから社会で働きだしたことにより人当たりが良い。
父を亡くした年の春、心の支えとなった顔も知らない文通相手ナム・ドサンのことを心に想い続けている。
ナム・ドサン
演 - ナム・ジュヒョク（子役：キム・ガンフン）、日本語吹替 - 宮崎遊（子役：中村カンナ）
幼いころに数学オリンピックで最年少優勝をする。サムサンテックの創設者で天才的なソフトウェアエンジニア。
偶然数学オリンピックの新聞記事を見たウォンドクとジピョンに名前を利用されダルミの想い人となる。ジピョンの手引きで本人と対面した後は自身もダルミに好意を寄せるが、ダルミが好きになった本来の文通相手は自分ではないことに悩まされる。
ハン・ジピョン
演 - キム・ソンホ（子役：ナム・ダルム）、日本語吹替 - 川原慶久（子役：鈴木裕斗）
SHベンチャーキャピタルのシニアチームリーダー。起業家が傷つくような発言をする毒舌家。
養護施設出身で、身寄りがなく困っていたところをウォンドクに助けられ恩義を感じている。
ウォンドクの頼みでナム・ドサンの名を騙りダルミと文通をしたことが物語のきっかけとなる。
ウォン・インジェ
演 - カン・ハンナ（子役：イ・レ）、日本語吹替 - 大津愛理（子役：夏吉ゆうこ）
ソ・ダルミの実の姉。ネイチャーモーニングの代表。
実母アヒョンの再婚に伴いウォン姓になった。
後にネイチャーモーニングの代表職を追われ、サンドボックスでインジェカンパニーを創業する。

### ダルミの家族
チェ・ウォンドク
演 - キム・ヘスク、日本語吹替 - 小宮和枝
チョンミョンの母で、ダルミの祖母。
ハットグ店を経営している。
病により視力が衰え始めており、ダルミが視覚障害者支援アプリを開発する動機となる。心配をかけないためジピョンには病気を隠している。
ソ・チョンミョン
演 - キム・ジュホン（特別出演）、日本語吹替 - 川本克彦
ダルミとインジェの実の父親。
会社を辞めて起業の夢を追う。投資家へのプレゼンに向かう道中で交通事故に遭い、怪我を気にせずそのまま行ったプレゼンでは好意的な反応を得るも、無理が祟って帰りのバスの車中で亡くなる。

### ドサンの家族
パク・クムジョン
演 - キム・ヒジョン
ドサンの母。
ナム・ソンファン
演 - キム・ウォネ、日本語吹替 - 金馬貴之
ドサンの父。
ナム・チョンホ
演 - チャン・セヒョン
ドサンの従兄。

### サムサンテック
キム・ヨンサン
演 - キム・ドワン、日本語吹替 - 丹羽正人
サムサンテックの共同創設者でありソフトウェアエンジニア。ドサンとは同じ大学でサークルである。
起業家であった兄がSHベンチャーキャピタルで投資を断られた末に自殺した過去を持ち、サンドボックスに来た目的は「復讐」であるが、周囲にはそれを隠している。
イ・チョルサン
演 - ユ・スビン、日本語吹替 - 虎島貴明
ドサンと同じ大学の友人で創業メンバー。「編み物同好会」の主催者。
チョン・サハ
演 - ステファニー・リー、日本語吹替 - 島田愛野
美人デザイナー兼モデル。元弁護士。
サンドボックス入居後のチーム編成でサムサンテックに参加。

### SHベンチャーキャピタル
ユン・ソンハク
演 - ソ・イスク、日本語吹替 - きそひろこ
サンドボックスのCEO。
実はチョンミョンが事業のプレゼンを行った際にその場にいた投資家の一人であり、帰り際のチョンミョンを見送る際に娘ダルミとのエピソードを聞いたことがサンドボックス設立のきっかけとなる。
パク・ドンチョン
演 - キム・ミンソク、日本語吹替 - 真木駿一
ジピョンの後輩社員。
ジピョンに投資案件の取り次ぎを行うが、度々その反応に振り回されることになる。

### インジェの家族
チャ・アヒョン
演 - ソン・ソンミ、日本語吹替 - 髙梨愛
ダルミとインジェの母親。
ウォン・ドゥジョン
演 - オム・ヒョソプ、日本語吹替 - 結城あくつ
アヒョンの再婚相手で、モーニンググループの会長。
投資家としてサンドボックスの事業にも参加する。
後にモーニングAIで自動運転事業に参入しインジェカンパニーと敵対する。
ウォン・サンス
演 - ムン・ドンヒョク、日本語吹替 - 村井雄治
ドゥジョンの実の息子で、ネイチャーモーニング時代のインジェの秘書。
ドゥジョンが人事の名目でインジェを追い出した後、ネイチャーモーニングの代表となる。後に父と共にモーニングAIを立ち上げインジェカンパニーと敵対する。

### その他
ホン・ジソク
演 - ヨ・ジング
投資を求めてジピョンの元を訪ねてきた起業家。ジピョンはその「声」に惹かれ、SHベンチャーキャピタルを通してではなく個人投資家として支援することを決める。

### カメオ出演
- パク・チャンホ（野球選手）
- イ・ボヨン[27][28]
- ムン・セヨン
- ペ・ヘソン
- ヨ・ジング（AIスピーカー・ヨンシル）

## 用語
サムサンテック
ナム・ドサン、キム・ヨンサン、イ・チョルサンによる技術開発スタートアップ。「サムサン（朝: 삼산）」は「３つのサン」の意味で、3人の名前に由来する。
サンドボックス
「韓国のシリコンバレー」と呼ばれるスタートアップ支援施設。審査を通過したスタートアップ企業が入居し、投資コンペや起業家の講演会などが行われる。
名前の由来は「少女がブランコに乗るのを怖がったので、父親がブランコの下にクッションとなる砂を敷いたところ、少女は安心してブランコで遊ぶことができた」というエピソードで、若い起業家が安心して事業に挑戦できるよう支援する投資家、という関係をこれに準えたものである。施設のシンボルマークもブランコで遊ぶ少女を描いたものになっている。
このエピソードは設立者ユン・ソンハクがかつてソ・チョンミョンから聞いた娘との実話であり、「ブランコの少女」の正体はソ・ダルミであった。
ヨンシル
ジピョンの自宅にあるAIスピーカー。
ジピョンに投資を願い出た起業家が開発したもので、いつも的外れな回答をする。
ジピョンがサンドボックスの講演会に向かう日の朝、「過去にすれ違った縁が、思いがけない場所で再会する」という運勢を語った。その日の講演会でジピョンはソ・ダルミと再会することになる。
ヌンギル
ダルミ率いるサムサンテックがサンドボックスで開発した視覚障害者支援用アプリ。サムサンテックが開発した高精度のコンピュータビジョンにヨンシルのAIスピーカー技術を組み合わせたもので、カメラから入力された周囲の様子を画像認識で把握し、利用者に音声で伝える。

## オリジナルサウンドトラック

### Part. 1[30]
| #         | タイトル                | 作詞      | 作曲・編曲 | アーティスト | 時間 |
| --------- | ----------------------- | --------- | ---------- | ------------ | ---- |
| 1.        | 「未来（미래）」        |           |            | Red Velvet   | 3:36 |
| 2.        | 「未来（미래）」(Inst.) |           |            |              | 3:36 |
| 合計時間: | 合計時間:               | 合計時間: | 7:12       |              |      |

### Part. 2
| #         | タイトル                       | 作詞      | 作曲・編曲 | アーティスト       | 時間 |
| --------- | ------------------------------ | --------- | ---------- | ------------------ | ---- |
| 1.        | 「Day&Night（낮과밤）」        |           |            | チョン・スンファン | 4:21 |
| 2.        | 「Day&Night（낮과밤）」(Inst.) |           |            |                    | 4:21 |
| 合計時間: | 合計時間:                      | 合計時間: | 8:42       |                    |      |

### Part. 3
| #         | タイトル                        | 作詞      | 作曲・編曲 | アーティスト | 時間 |
| --------- | ------------------------------- | --------- | ---------- | ------------ | ---- |
| 1.        | 「ある日（어느날우리）」        |           |            | キム・ピル   | 4:00 |
| 2.        | 「ある日（어느날우리）」(Inst.) |           |            |              | 4:00 |
| 合計時間: | 合計時間:                       | 合計時間: | 8:00       |              |      |

### Part. 4
| #         | タイトル          | 作詞      | 作曲・編曲 | アーティスト | 時間 |
| --------- | ----------------- | --------- | ---------- | ------------ | ---- |
| 1.        | 「I know」        |           |            | OH MY GIRL   | 3:18 |
| 2.        | 「I know」(Inst.) |           |            |              | 3:18 |
| 合計時間: | 合計時間:         | 合計時間: | 6:36       |              |      |

### Part. 5[31]
| #         | タイトル           | 作詞      | 作曲・編曲 | アーティスト | 時間 |
| --------- | ------------------ | --------- | ---------- | ------------ | ---- |
| 1.        | 「Running」        |           |            | Gaho         | 3:18 |
| 2.        | 「Running」(Inst.) |           |            |              | 3:18 |
| 合計時間: | 合計時間:          | 合計時間: | 6:36       |              |      |

## スタッフ
- 演出：オ・チュンファン
- 脚本：パク・ヘリョン
- 制作：STUDIO DRAGON CORPORATION, HiSTORY D&C